# Friedrich Ferdinand von Beust
Friedrich Ferdinand von Beust (Dresda, 13 gennaio 1809 – Sankt Andrä-Wördern, 24 ottobre 1886) è stato un politico austriaco.

## Biografia
Friedrich Ferdinand von Beust nacque a Dresda, dove suo padre era impiegato alla corte sassone e dove egli ebbe modo di approfondire i primi studi. Suo fratello maggiore, Friedrich Konstantin von Beust (1806-1891), fu uno studioso di mineralogia e geologia.
Dopo aver studiato legge alle Università di Lipsia e di Gottinga, entrò nel pubblico servizio in Sassonia.

### La carriera politica
Nel 1836 venne nominato segretario di delegazione a Berlino, passando poi a Parigi, Monaco di Baviera e Londra.
Nel marzo del 1848 venne convocato a Dresda, dove avrebbe ottenuto il tuolo di ministro degli esteri del regno, ma come conseguenza dello scoppio della rivoluzione, la sua nomina venne revocata per l'instabilità del governo. Nel maggio di quello stesso anno, il re di Sassonia preferì nominarlo ambasciatore a Berlino e nel febbraio del 1849 venne finalmente nominato ministro degli esteri a Dresda, incarico che ricoprì sino al 1866.
Inoltre, egli ricoprì anche l'incarico di ministro dell'istruzione pubblica del regno di Sassonia dal 1849 al 1853, e di ministro dell'interno nel 1853, nominato quindi in quello stesso anno primo ministro di Sassonia. Nel 1849 il re sassone, su suo suggerimento, rigettò la costituzione germanica proclamata dal parlamento di Francoforte e questo fece rivoltare nuovamente la popolazione a Dresda, anche se le rivolte vennero soppresse nel giro di quattro giorni di combattimenti, portato avanti per lo più con l'aiuto delle truppe prussiane convocate dallo stesso von Beust.

### Una carriera pubblica sull'orlo del disfacimento
Nel 1854 egli prese parte alle conferenze di Bamberga, ove i piccoli principati tedeschi riuniti reclamarono i propri diritti ad autogovernarsi, indipendentemente dai giochi politici di Austria e Prussia, le maggiori potenze nell'area germanica a metà dell'Ottocento. Egli si dimostrò un grande promotore di questi ideali, auspicando una confederazione dei piccoli stati tedeschi. Nel 1863, ad esempio, egli si schierò apertamente col principe di Augustenburg contro quello dello Schleswig-Holstein. Eletto a capo del partito che si rifiutò di riconoscere l'assetto della questione danese sottoscritta col trattato di Londra del 1852, nel 1864 venne nominato rappresentante della dieta imperiale al congresso di Londra.
Per questi suoi ideali, Friedrich Ferdinand von Beust si pose subito in contrasto con gli ideali di politica di Bismarck, contestando nel particolare contro le manie espansioniste della Prussia. L'espulsione delle truppe sassoni da Rendsburg, poi, portò quasi allo scoppio di una guerra tra lo stato sassone e la Prussia. Il conflitto si dimostro inevitabile per le pressioni del cancelliere prussiano, e Beust venne successivamente accusato ingiustamente di aver fatto scoppiare il conflitto. Quando Bismarck si rifiutò però di negoziare con la Sassonia, egli si dimise dal proprio incarico, ravvicinandosi sempre più alla politica degli Asburgo.

### La rinascita in Austria
Dopo la vittoria della Prussia per von Beust non si presentava più l'ombra di un incarico valido in Germania, e la sua carriera pubblica poteva ormai dirsi conclusa. Inaspettatamente, però, egli ricevette l'invito dell'imperatore Francesco Giuseppe d'Austria a divenire suo ministro degli esteri: questa era però per von Beust una decisione non facile in quanto egli non solo era completamente estraneo all'Austria, ma per di più di religione protestante. Dopo molti ripensamenti, alla fine accettò la nuova proposta di ministero e negoziò subito i caldi rapporti con l'Ungheria che portarono ad ottimi risultati dopo le rivolte del 1848, ritrovandosi più volte a Budapest per trattare direttamente coi capi ungheresi.
A partire dal 1867, inoltre, egli divenne primo ministro dell'impero, riportando il parlamento ad una posizione di forte stabilità. Egli riprese inoltre dei negoziati col pontefice circa il concordato stipulato con lo stato austriaco, consentendo una maggiore liberalizzazione dell'Austria. Nel 1868, ricevette il titolo di conte e l'incarico di cancelliere dell'impero, il che gli consentì di avere ancora maggiore influenza negli affari esteri che ancora stava curando nei Balcani ed a Creta, che si rivelarono magnificamente condotti, continuando a manifestare una profonda avversione alla politica prussiana.
Egli mantenne inoltre rapporti amichevoli anche con la Francia di Napoleone III nella speranza che essa sarebbe stata una valida alleata contro il nemico comune prussiano, continuata anche dopo la caduta dell'impero francese e la proclamazione della repubblica nel 1870.

## Gli ultimi anni
Ritiratosi a vita privata per sopraggiunti limiti di età, Friedrich Ferdinand von Beust morì nella sua villa di Sankt Andrä-Wördern, presso Vienna, il 24 ottobre 1886, lasciando due figli che divennero entrambi diplomatici presso il governo austriaco. Sua moglie, Mathilde von Jordan, gli sopravvisse solo alcune settimane. Mathilde aveva avuto in vita fama di essere una delle più belle donne originarie di Monaco di Baviera a tal punto che il re Ludovico I volle un suo ritratto dipinto da Joseph Karl Stieler all'interno della sua Galleria delle Bellezze.

## Opere
- Aus drei Viertel-Jahrhunderten (2 volumi, Stuttgart, 1887; English trans. edited by Baron H de Worms)
- Erinnerungen zu Erinnerungen (Leipzig, 1881)
- F. F. Graf v. Beust (Leipzig 1876)
- Diplomatic Sketches: No. 1, Count Beust
- Geschichte von Sachsen, vol. iii. (Gotha, 1877)
- Erinnerungen aus meinem Leben (Dresden, 1880).